# 2014년 1월
| 2014년: 1월 · 2월 · 3월 · 4월 · 5월 · 6월 · 7월 · 8월 · 9월 · 10월 · 11월 · 12월 |

| <       | 2014년 1월 | 2014년 1월 | 2014년 1월  | 2014년 1월 | 2014년 1월  | >       |
| 일      | 월         | 화         | 수          | 목         | 금          | 토      |
|         |            |            | 1 12.1 임신 | 2 계유     | 3 갑술      | 4 을해  |
| 5 병자  | 6 정축     | 7 무인     | 8 기묘      | 9 경진     | 10 신사     | 11 임오 |
| 12 계미 | 13 갑신    | 14 을유    | 15 병술     | 16 정해    | 17 무자     | 18 기축 |
| 19 경인 | 20 신묘    | 21 임진    | 22 계사     | 23 갑오    | 24 을미     | 25 병신 |
| 26 정유 | 27 무술    | 28 기해    | 29 경자     | 30 신축    | 31 1.1 임인 |         |

| - 1월 5일 - 에우제비우 - 1월 11일 - 아리엘 샤론 (前 이스라엘 총리) - 1월 13일 - 한지서 - 1월 24일 - 칼 슬림 (타타 자동차 사장) - 1월 20일 - 클라우디오 아바도 - 1월 14일 ~ 1월 15일 - 이집트 국민투표 - 1월 5일 - 방글라데시 총선 편집하기 |

## 2014년 1월 31일 (금요일)
사회
- 대한민국 전라남도 여수시의 원유2부두에서 기름 유출 사고가 발생하다.

## 2014년 1월 28일 (화요일)
정치
- 미콜라 아자로프 우크라이나 총리가 반정부 시위의 여파로 사임하다.

## 2014년 1월 27일 (월요일)
정치
- 튀니지 신헌법이 몬세프 마르주키 대통령이 서명하여 정식으로 승인되다.

## 2014년 1월 24일 (금요일)
분쟁
- 미얀마 라카인주에서 불교도들이 이슬람촌을 공격하여 50여 명의 사망자가 발생하다.

## 2014년 1월 23일 (목요일)
정치
- 카트린 삼바 판자가 중앙아프리카 공화국의 임시 대통령으로 취임하다.

사고
- 캐나다 퀘벡주 릴 베르테의 한 요양원에서 화재가 발생하여 30여 명이 사망하다.

## 2014년 1월 22일 (수요일)
정치
- 타이 정부가 반정부 시위를 막기 위해 방콕과 주변 지역에 60일 간의 국가비상사태를 선포하다.

과학
- 유럽우주국(ESA)이 허셜 적외선 우주 망원경을 사용해 왜행성 세레스가 수증기를 내뿜는 증거를 포착하다.

## 2014년 1월 21일 (화요일)
경제
- 스위스 그라우뷘덴주 다보스에서 나흘 간 세계 경제 포럼이 개최되다.

## 2014년 1월 20일 (월요일)
사회
- 대한민국 전라북도 고창군, 부안군 일대에서 조류 인플루엔자가 확산되다.

## 2014년 1월 19일 (일요일)
사회
- 시리아 제1야당이 제네바 평화협상 참가에 동의하다.
- NH농협카드와 KB국민카드, 롯데카드 등에서 개인정보가 유출되는 사건이 일어나다.

## 2014년 1월 16일 (목요일)
재해
- 인도네시아 술라웨시우타라주에 대규모 홍수가 일어나 최소 13명의 사망자와 4만 여명의 이재민이 발생하다.

## 2014년 1월 15일 (수요일)
선거
- 이틀에 걸쳐 시행된 이집트 신헌법에 대한 국민투표가 투표율 38.6%, 찬성율 98.1%로 통과되다.

## 2014년 1월 14일 (화요일)
문화
- 미국 정부가 사암 조각상을 포함한 세 점의 조각상을 인도 측에 반환하다.

## 2014년 1월 12일 (일요일)
종교
- 프란치스코 교황이 대한민국의 염수정 서울대교구장을 포함한 16개국 19인을 새 추기경으로 정하다.

사회
- 남수단 분쟁으로 피난길에 오른 난민이 선박 침몰로 인해 200여 명이 익사하다.

## 2014년 1월 11일 (토요일)
부고
- 아리엘 샤론 전 이스라엘 총리가 식물인간 상태로 투병한 지 8년 만에 사망하다.

## 2014년 1월 9일 (목요일)
경제
- 한국은행 금융통화위원회가 기준금리를 2.50%로 동결하다.

## 2014년 1월 6일 (월요일)
경제
- 미국 상원이 연방준비제도 의장 후보자인 재닛 옐런의 인준안을 가결시키다.

## 2014년 1월 5일 (일요일)
선거
- 방글라데시 총선에 야권이 참여를 거부함에 따라 반쪽으로 진행되고, 반정부시위대와의 충돌 과정에서 18명이 사망하는 사태가 일어나다.

## 2014년 1월 1일 (수요일)
경제
- 라트비아가 라츠 대신 유로를 도입하여 18번 째 유로존 국가가 되다.